# Павловський Єгор Савич
Павлóвський Єгóр Сáвич (рос. Павлóвский Егóр Сáввич; 7 квітня 1837, Миколаїв, Херсонська губернія, Російська імперія — 17 вересня 1870, Одеса, Херсонська губернія, Російська імперія) — російський військовик, капітан-лейтенант, засновник першої Миколаївської газети «Миколаївський Вісник».

## Життєпис
Народився 7 квітня 1837 року в місті Миколаїв в родині міського лікаря і домовласника дворянського походження Сави Андрійовича Павловського і доньки проповідника Карпа Павловського. Першу освіту отримав вдома, під керівництвом батька. Навчався в приватному пансіоні Акімова в місті Миколаїв. У 1850 році був направлений на навчання до Санкт-Петербургу.
У 1852 році здобув чин спочатку гардемарина, потім унтер-офіцера, а в 1853 році під командуванням Володимира Івановича Істоміна здійснив на корветі «Наварін» плавання до Англії. У 1854 році Павловський закінчив курс і був випущений мічманом, але знову поступив в офіцерськи класи Морського корпусу. У 1857 році закінчив офіцерські класи в чині лейтенанта. В тому ж році на корветі «Рись» здійснив плавання навколо Європи, після чого прибув до Миколаєва.
У 1858 році перейшов до Чорноморського флоту, де у 1862 році був ад'ютантом штабу головного командира Миколаївського порта. Протягом 1863—1867 років служив помічником начальника гідрографічної частини.
У 1864 році керував висадкою десанту коло мису Адлер.
Командирований у 1865 році для огляду берегів Чорного моря та поповнення дорученого йому 2-го видання «Лоції Чорного моря», яке побачило світ у 1866—1867 роках, а в 1868 році йому доручено друге видання «Лоції Азовського моря», яке так і не було опубліковано за його життя. За свої праці в 1868 отримав чин капітан-лейтенанта, а також був нагороджений орденом Святого Володимира IV ступеня і орденом Святого Станіслава II ступеня.
Паралельно службі також з 1862 року був дійсним членом та діловодом Миколаївського статистичного комітету, а також співробітником «Морської збірки», в якій звертав увагу фахівців на значення міста Миколаїв, необхідність улаштування в ньому комерційного порту та залізниці.
Водночас піклувався про дозвіл йому видавати у місті газету «Миколаївський Вісник». З січня 1865 почав видання першої газети в цьому місті.
Будучи людиною дуже живого та товариського характеру, постійно брав участь у різних громадських справах міста. Так, він один із перших брав участь у влаштуванні місцевого Товариства заощадження та був директором Миколаївських благородних зборів.
Влітку 1870 року закінчив заняття з «Лоції Азовського моря» і готувався до її видання. До самої своєї загибелі проживав у будинку на розі сучасних вулиць Шевченка і Артилерійської за адресою вулиця Таврійська, 9.

## Загибель
17 вересня 1870 року Павловський, подивившись оперу в Одесі, повертався пізно ввечері на пароплав «Аргонавт», щоб вранці вирушити до Миколаєва. Дорогою до пароплава Єгор Савич впав у незакритий і неосвітлений люк, звідки його дістали вже мертвим із розбитою головою.
Тіло перевезено до Миколаєва, де й було поховано.

## Сім'я
- Павловська (ім'я та по батькові невідомі) — мати, донька відомого на півдні проповідника, протоієрея Карпа Стефановича Павловського, будівника Різдво-Богородичного (Старокупецького) собору[7].
- Павловський Сава Андрійович (початок XIX ст. — близько 1855) — батько, міський лікар і домовласник дворянського походження. Перебуваючи у 1830-х роках секретарем Миколаївського статистичного комітету, склав історію міста Миколаєва, опубліковану вже після його смерті його сином у «Миколаївському Віснику» за 1865 рік, з поправками та доповненнями на підставі документів з місцевих архівів[8].
- Павловська Наталя Єгорівна — донька.